# Фодора (Салаж)
Фодора (рум. Fodora) насеље је у Румунији у округу Салаж у општини Галгау. Oпштина се налази на надморској висини од 221 m.

## Становништво
Према подацима из 2002. године у насељу је живело 530 становника, од којих су сви румунске националности.